# Luís Manuel Guerreiro
Luís Manuel Mendes Guerreiro (Querença, Loulé, 4 de Setembro de 1960 - Faro, 14 de Agosto de 2017) foi um historiador, engenheiro, funcionário público e jornalista português.

## Biografia

### Nascimento e formação
Nasceu no dia 4 de Setembro de 1960, em Querença, no concelho de Loulé, na região do Algarve. Foi aluno no Instituto Superior Técnico, em Lisboa, onde concluiu uma licenciatura em engenharia civil.

### Carreira
Nos anos 80 integrou-se na Câmara Municipal de Loulé, na divisão de Saneamento Básico, mas pouco tempo depois começou a centrar-se nas áreas da cultura, do turismo e das comunicações naquele órgão. Assim, liderou o Gabinete de Turismo e Desenvolvimento Rural entre Janeiro de 1990 e Março de 1991, data em que se tornou adjunto do presidente da Câmara Municipal, Joaquim Vairinhos. Enquanto ocupou aquelas funções, foi responsável por um grande número de funções culturais no concelho, como a gestão da agenda cultural e da política editorial, a organização de exposições, colaboração com as associações a nível municipal, e várias iniciativas dentro daquela área, como as geminações. Também liderou o Gabinete de Apoio ao presidente entre 1997 e 1999, foi coordenador do Gabinete de Imprensa entre 1994 e 2002, esteve à frente da Divisão de Turismo, Desenvolvimento e Animação entre 1999 e 2004, chefiou a Divisão de Cultura entre 2004 e 2013, e coordenou o Gabinete de Eventos, Comunicação e Imagem desde 2013 até ao seu falecimento.
Trabalhou igualmente em várias instituições ligadas à sociedade e cultura, tendo feito parte da comissão instaladora da Fundação António Aleixo e da direção do Círculo Teixeira Gomes, foi coordenador na candidatura de Sagres a Património da Humanidade, e presidiu à assembleia geral da Cooperativa de Ensino Universitário do Algarve e da Fundação Manuel Viegas Guerreiro. Foi um dos principais impulsionadores de várias iniciativas culturais desta organização, como o Festival Literário Internacional de Querença, e foi o responsável pela proposta para a formação da Hemeroteca Digital do Algarve. Também foi director, colaborador e responsável editorial no periódico A Voz de Loulé.
Distinguiu-se principalmente como historiador, tanto a nível regional como local, tendo contribuído de forma decisiva para a compreensão da história do Algarve. Esteve presente em vários congressos sobre o tema, e reuniu um dos maiores arquivos documentais sobre o Algarve, com cerca de dois mil volumes. Este acervo foi a base do fundo bibliográfico do Centro de Estudos Algarvios, na Fundação Manuel Viegas Guerreiro. Publicou um grande número de obras, incluindo a Bibliografia do Concelho de Loulé, em coautoria com João Sabóia, Loulé no ano da Revolução e Duarte Pacheco – O Edificador.

### Falecimento
Morreu na madrugada do dia 14 de Agosto de 2017, no Hospital de Faro, devido a uma doença prolongada.

## Homenagens
Em Maio de 2018, foram inauguradas as placas toponímicas em homenagem a Luís Guerreiro e ao político Joaquim Ramos Guerreiro, em duas ruas na Urbanização da Boa Entrada, em Loulé. Durante a cerimónia de descerramento das placas, o presidente da Câmara Municipal, Vítor Aleixo, classificou Luís Manuel Guerreiro como «um homem generoso, de uma inteligência prática, de um sentimento de partilha dos bons momentos de convívio com os amigos, que cultivava nas suas conversas a memória, os bons momentos.».
Entre Agosto e Setembro de 2019, Luís Manuel Guerreiro foi homenageado pela Fundação Manuel Viegas Guerreiro através de um convite a várias personalidades da cultura nacional para um ensaio a partir de um livro, cujos textos foram apresentados semanalmente na página da Internet da fundação.

## Obras publicadas
- Loulé no ano da Revolução
- Duarte Pacheco – O Edificador
- Bibliografia do concelho de Loulé (1991) (com João Sabóia)
- No cinquentenário da morte do engenheiro Duarte Pacheco (1993) (em conjunto com Luís Pires)
- Nossa senhora da Piedade: Mãe soberana: Devoção e festa (2006) (coordenador)
- José Mendes Cabeçadas Júnior e Primeira República no Algarve (coordenador)
- A primeira acção de propaganda externa do Algarve: A visita dos jornalistas ingleses em 1913 (2015)
- Mercado de Loulé 100 anos (DVD) (coordenador)